# Liptovská Štiavnica
Liptovská Štiavnica je obec na Slovensku v okrese Ružomberok. Žije v ní přibližně 1 400 obyvatel. První písemná zmínka o vesnici pochází z roku 1300. Ve vsi stojí moderní římskokatolický kostel Neposkvrněného Početí Panny. Do katastrálního území obce zasahuje část národní přírodní rezervace Salatín.